# AIM-47 Falcon
L'AIM-47 Falcon fu un missile aria-aria che l'USAF ordinò di sviluppare dapprima con una testata nucleare, per sostituirla poi con una convenzionale. La sua produzione, a causa dello sviluppo che procedeva in parallelo con numerosi prototipi e progetti dalla vita breve come il North American XF-108 Rapier o il Convair B-58 Hustler, si concretizzò in circa 80 esemplari costruiti.

## Storia
Nel 1957 la necessità di dotare un caccia intercettore di un missile efficace portò la Hughes Electronics Corporation ad impostare un prototipo, chiamato successivamente XGAR-9, con una gittata compresa tra i 25 e i 40 km e con una testata nucleare o convenzionale. da scegliere a seconda delle necessità. Nel 1958 venne scelto come vettore l'XF-108 Rapier, e anche se quest'ultimo venne cancellato dai piani dell'USAF, lo studio del missile non si fermò.

A partire dal 1958 venne eliminata l'ipotesi di un uso nucleare e furono portate a termine varie modifiche che aumentarono la portata del Falcon a 160 km grazie al sistema di guida radar semi-attivo; si studiò anche di introdurre un sistema di ricerca ad infrarossi che avrebbe dovuto lavorare in coppia con il sistema di guida già esistente, ma ciò avrebbe provocato un eccessivo aumento delle dimensioni strutturali e quindi si abbandonò l'idea. Il primo motore montato era un Aerojet-General XM59 con propellente solido che garantiva una velocità di 7 350 km/h (Mach 6) con non pochi problemi di messa a punto, per questo gli venne preferito il Lockheed XSR13-LP-1 sempre azionato da propellente solido ma che permetteva una velocità di 4 900 km/h (Mach 4).
Il Falcon comunque ancora non aveva un aereo su cui essere caricato, perciò i tecnici della Hughes iniziarono a modificare un B-58 Hustler installando un vano bombe ventrale dove si poteva caricare uno XGAR-9 e affibbiando al velivolo il soprannome di Snoopy. mantenendo contatti anche con la Lockheed riguardo ad una possibile utilizzazione nell'YF-12. Nel 1961 furono lanciati alcuni missili da posizioni a terra e nel maggio 1962 dallo Snoopy, seguiti dopo qualche tempo da altri partiti dall'YF-12.

Nel 1963 venne cambiato nome al prototipo in XAIM-47A, mentre la versione AIM-47B fu ufficialmente quella dotata di testata convenzionale e anche l'unica ad essere entrata in produzione, ma la cancellazione del progetto dell'YF-12 nel 1968 diminuì l'attenzione dei vertici USAF verso il Falcon, che presto cessò di essere prodotto dopo che si pensò di estrapolarne una versione aria-superficie (che diventerà l'AGM-76 Falcon) e di adattarlo all'XB-70 Valkyrie.